# Nueva Galería Nacional de Berlín

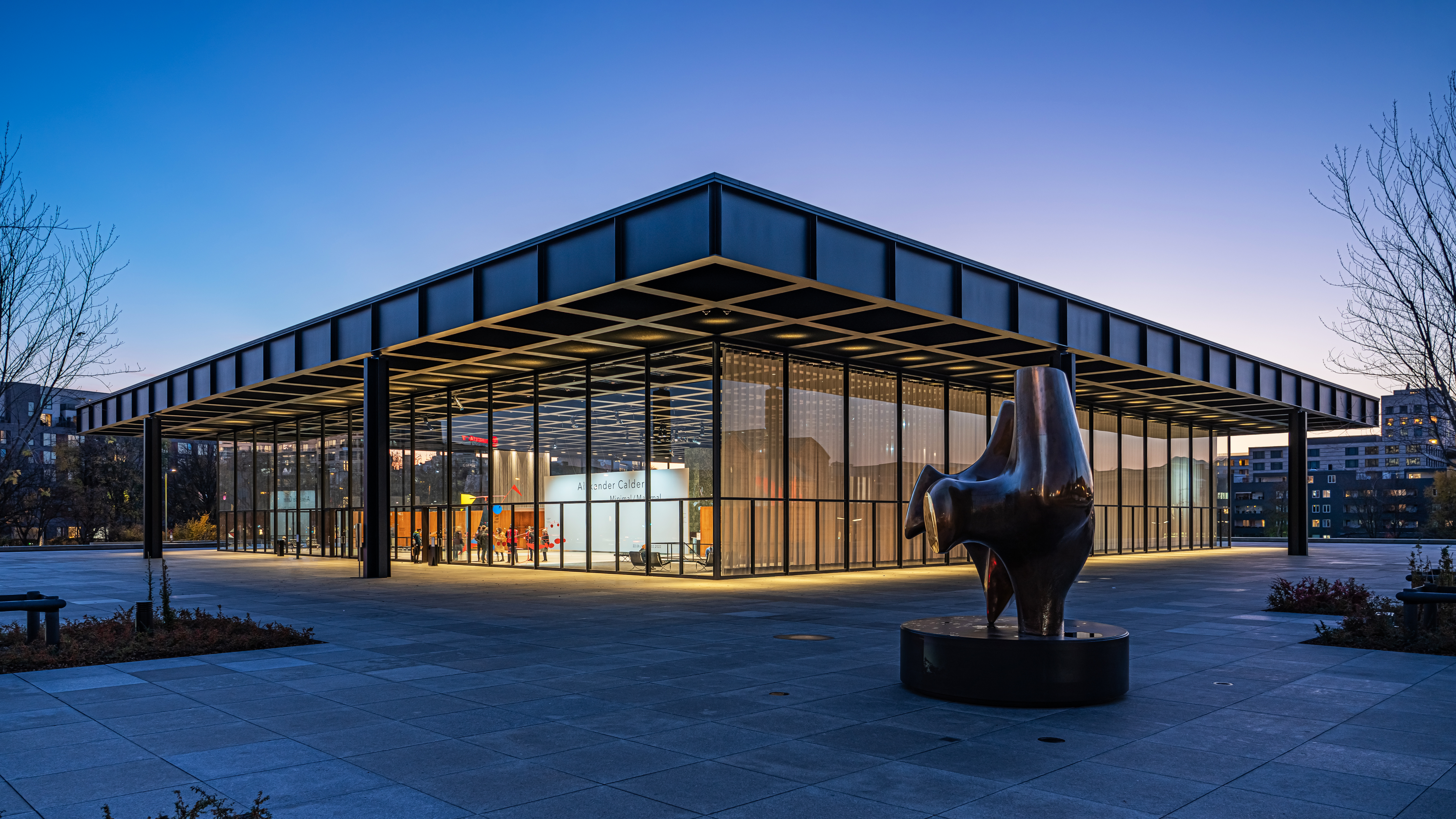
Nueva Galería Nacional

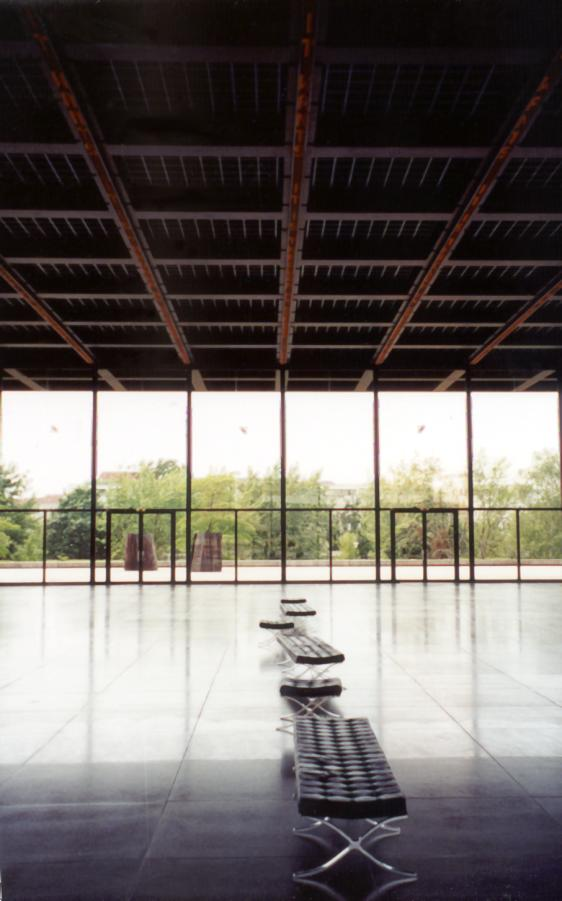
El espacio se organiza libremente bajo la gran cubierta

La Nueva Galería Nacional de Berlín (en alemán: Neue Nationalgalerie) es un museo diseñado por el arquitecto Ludwig Mies van der Rohe. Está ubicado en Berlín, en la zona de Tiergarten, y fue inaugurado en 1968.
El museo forma parte del complejo de edificios culturales de Berlín (Kulturforum), y está principalmente dedicado al arte del siglo XX, con particular énfasis en expresionismo, cubismo y Bauhaus. Contiene obras de Klee, Munch, Kandinsky y Pablo Picasso, entre otros importantes artistas.

## Arquitectura
Este es el último museo del afamado arquitecto Mies van der Rohe, y la primera obra que realizó en Berlín.
Exteriormente el edificio se constituye como un gran zócalo de piedra sobre el que se eleva una enorme cubierta metálica cuadrada sustentada por ocho pilares perimetrales. Retranqueado de la cubierta, se dispone un cerramiento enteramente de vidrio, por lo que visualmente, el espacio del museo es prácticamente un trozo de explanada cubierto, solo interrumpido por dos pastillas de comunicación vertical y aseos. Sin embargo, en condiciones normales, el espacio de museo contiene elementos de tabiquería que varían con las distintas exposiciones y que limitan esa continuidad visual.
Este edificio es una de las muestras más representativas y refinadas de la búsqueda de la elegancia mediante la simplicidad conceptual y constructiva: un reflejo de la famosa frase "menos es más" que popularizara este mismo arquitecto.
Este espacio a nivel de superficie es solo una parte del museo, que hace las veces de atrio, mientras que las salas de exposición principales se sitúan bajo tierra.